# Visita de la provincia de León de Huánuco en 1562
Visita de la provincia de León de Huánuco en 1562 por Ínigo Ortíz de Zúñiga, visitador, es un libro paleográfico e histórico editado en 1967 por el historiador estadounidense John Murra, con el soporte de los historiadores peruanos Domingo Angulo, María Helmer y Felipe Márquez, cuya investigación fue financiada por el Instituto de Investigaciones Andinas de Nueva York y la Universidad Nacional Hermilio Valdizán de Huánuco. 

## Historia
El libro recopila documentos coloniales que corresponden a las visitas administrativas realizadas por el funcionario español Ínigo Ortíz de Zúñiga en la provincia y corregimiento de Huánuco, precisamente a los pueblos de dos de los principales grupos étnicos de la zona oriental de dicha provincia: los chupaychu y los yacha, con el propósito de recabar información sobre los reclamos formulados por sus líderes ante la Real Audiencia de Lima, dicho trabajo le fue encargado por Diego López de Zúñiga y Velasco, entonces virrey del Perú.
Los documentos de la visita realizada en 1562 contienen censos de personas, bienes, entrevistas y los testimonios de los curacas principales de ambas etnias: Diego Xagua, de los chupaychu, y Juan Chuchuyauri, de los yacha. Además de las tempranas relaciones comerciales y sociales entre españoles y nativos, es destacable los nexos políticos, sociales y económicos forjados por estos grupos étnicos durante el Tahuantinsuyo y su grado de interrelación con los sapa incas en el Cusco, distante a varios días de camino.
El libro también menciona la existencia de registros coloniales de la visita de Ortiz a las pachacas y huarangas de la cuenca derecha del río Pillkomayu, en donde se detallaban las entrevistas a los nativos, casa por casa, que actualmente se encuentra extraviado. 

## Estructura
El compendio de más de cuatrocientas páginas, se compone de dos tomos:
- Tomo I. Visita de las cuatro waranga de los Chupachu.
- Tomo II. Visita de los Yacha y Mitmagkuna cuzqueños encomendados en Juan Sánchez Falcón.

Además de los mencionados tomos, el libro adjunta investigaciones de carácter etnológico y arqueológico centrados en la vida del ande en la América colonial temprana, los artículos fueron editados por distintos académicos en base a los documentos coloniales de la visita:
- Rolando Mellafe: “Consideraciones históricas sobre la visita”
- José Antonio del Busto: “Iñigo Ortiz de Zúñiga, visitador de los huancachupachos”
- Donald E. Thompson: “Investigaciones arqueológicas en las aldeas chupachu de Ichu y Auquimarca”
- Robert Mck. Bird: “La agricultura en la visita de Ortiz”
- Gordon J. Hadden: “Un ensayo de demografía histórica y etnológica en Huánuco” y
- John Murra: “La visita de los chupachu como fuente etnológica en Huánuco”